# Unione Sportiva Cremonese 2025-2026
Questa voce raccoglie le informazioni riguardanti l'Unione Sportiva Cremonese nelle competizioni ufficiali della stagione 2025-2026.

## Stagione
La stagione 2025-2026 è per i grigiorossi la 16ª partecipazione nella massima serie del Campionato italiano di calcio.
I grigiorossi svolgeranno il ritiro precampionato presso Livigno, dal 26 luglio al 4 agosto 2025.
Il 2 luglio 2025 viene ufficalizzato Davide Nicola come nuovo tecnico.
Il debutto stagionale avviene il 16 agosto 2025, nella sfida giocata in casa contro il Palermo, valevole per i trentaduesimi di Coppa Italia; la gara termina ai rigori con la sconfitta dei grigiorossi per 4 a 5.

## Divise e sponsor
Lo sponsor tecnico per stagione 2025-2026 è Acerbis.
La Cremonese conferma come main sponsor Iltainox (in trasferta Arinox), come official sponsor Acciaieria Arvedi, come sleeve sponsor Arvedi Tubo Acciaio e come back sponsor Milwaukee, mentre lo short sponsor è Feraboli Lubrificanti.
| Casa | Trasferta | Terza divisa |
| ---- | --------- | ------------ |

## Organigramma societario
Tratto dal sito ufficiale.
Area direttiva
- Presidente Onorario: Giovanni Arvedi
- Presidente: Francesco Dini
- Vice Presidente: Maurizio Calcinoni[11]
- Amministratore delegato: Uberto Ventura
- Consiglio di Amministrazione: Giovanni Benedini, Giuseppe Carletti, Costantino Vaia, Roberto Zanchi, Maurizio Ferraroni
- Direttore generale: Paolo Armenia[11]
- Segretario generale: Andrea Barbiani

Area amministrativa
- Responsabile amministrativo: Alberto Losi
- Presidente collegio sindacale: Andrea Pedroni
- Segretaria amministrativa: Clara Negri, Valentina Mezzadri

Area comunicazione e marketing
- Responsabile Comunicazione: Paolo Loda
- Responsabile Marketing: Stefano Allevi
- Ufficio Marketing e Comunicazione: Daniela Fioni, Martina Almi, Annalisa Cerati, Davide Pettinari
- Responsabile Biglietteria: Andrea Barbiani
- Delegato alla sicurezza: Fausto Tabaglio
- Vice delegato alla sicurezza: Samuele Noli
- Supporter Liaison Officer: Lorenzo Bettoli

Area sanitaria
- Recupero infortuni: Cristian Freghieri
- Responsabile Settore Sanitario: Dott. Diego Giuliani
- Medico Sociale: Dott. Alberto Gheza
- Fisioterapisti: Antonio Agostini, Carlo Bentivoglio, Lorenzo Franchi, Davide Mazzoleni

Area tecnica
- Direttore sportivo: Simone Giacchetta[12]
- Collaboratore area sportiva: Marcello Pizzimenti[13]
- Team manager: Federico Dall’Asta
- Allenatore: Davide Nicola[14]
- Allenatore in seconda: Simone Barone
- Preparatore atletico: Gabriele Stoppino, Vitantonio Pascale
- Preparatore dei Portieri: Lorenzo Squizzi
- Collaboratore tecnico: Manuele Cacicia
- Match Analyst: Federico Barni

## Rosa
Tratto dal sito ufficiale.
Aggiornato al 14 agosto 2025.
| N. |                         | Ruolo | Calciatore                   |
| -- | ----------------------- | ----- | ---------------------------- |
| 1  | Indonesia (bandiera)    | P     | Emil Audero                  |
| 3  | Italia (bandiera)       | D     | Giuseppe Pezzella            |
| 4  | Italia (bandiera)       | D     | Tommaso Barbieri             |
| 6  | Italia (bandiera)       | D     | Federico Baschirotto         |
| 7  | Italia (bandiera)       | A     | Alessio Zerbin               |
| 8  | Italia (bandiera)       | C     | Mattia Valoti                |
| 9  | Italia (bandiera)       | A     | Manuel De Luca               |
| 10 | RD del Congo (bandiera) | C     | Charles Pickel               |
| 11 | Norvegia (bandiera)     | A     | Dennis Johnsen               |
| 13 | Ghana (bandiera)        | A     | Felix Afena-Gyan             |
| 14 | Italia (bandiera)       | C     | Francesco Gelli              |
| 15 | Italia (bandiera)       | D     | Matteo Bianchetti (capitano) |
| 16 | Italia (bandiera)       | P     | Marco Silvestri              |
| 17 | Italia (bandiera)       | D     | Leonardo Sernicola           |
| 18 | Italia (bandiera)       | C     | Michele Collocolo            |
| 19 | Italia (bandiera)       | C     | Michele Castagnetti          |

| N. |                    | Ruolo | Calciatore                |
| -- | ------------------ | ----- | ------------------------- |
| 20 | Italia (bandiera)  | C     | Franco Vázquez            |
| 21 | Italia (bandiera)  | P     | Gianluca Saro             |
| 22 | Italia (bandiera)  | D     | Romano Floriani Mussolini |
| 23 | Italia (bandiera)  | D     | Federico Ceccherini       |
| 24 | Italia (bandiera)  | C     | Filippo Terracciano       |
| 27 | Belgio (bandiera)  | C     | Jari Vandeputte           |
| 33 | Italia (bandiera)  | C     | Alberto Grassi            |
| 38 | Francia (bandiera) | C     | Warren Bondo              |
| 42 | Italia (bandiera)  | D     | Lorenzo Moretti           |
| 55 | Italia (bandiera)  | D     | Francesco Folino          |
| 69 | Italia (bandiera)  | P     | Lapo Nava                 |
| 74 | Italia (bandiera)  | A     | Frank Tsadjout            |
| 77 | Nigeria (bandiera) | A     | David Okereke             |
| 90 | Italia (bandiera)  | A     | Federico Bonazzoli        |
| 91 | Italia (bandiera)  | A     | Marco Nasti               |

## Calciomercato

### Sessione estiva(dal 1º/7 al 1º/9)
| Acquisti         | Acquisti                  | Acquisti     | Acquisti                 |
| R.               | Nome                      | da           | Modalità                 |
| ---------------- | ------------------------- | ------------ | ------------------------ |
| P                | Emil Audero               | Como         | prestito                 |
| P                | Lapo Nava                 | Milan Futuro | definitivo               |
| D                | Giacomo Quagliata         | Catanzaro    | fine prestito            |
| D                | Giuseppe Pezzella         | Empoli       | definitivo               |
| D                | Romano Floriani Mussolini | Lazio        | prestito                 |
| C                | Alberto Grassi            | Empoli       | definitivo               |
| A                | Alessio Zerbin            | Napoli       | prestito                 |
| P                | Marco Silvestri           | Empoli       | gratuito                 |
| Altre operazioni |                           |              |                          |
| R.               | Nome                      | a            | Modalità                 |
| P                | Andrea Fulignati          | Catanzaro    | riscatto, 1,40 milioni € |
| C                | Jari Vandeputte           | Catanzaro    | riscatto, 3,30 milioni € |

| Cessioni         | Cessioni            | Cessioni             | Cessioni              |
| R.               | Nome                | a                    | Modalità              |
| ---------------- | ------------------- | -------------------- | --------------------- |
| P                | Giacomo Drago       | Südtirol             | fine prestito         |
| A                | Felix Afena-Gyan    | Amed                 | prestito              |
| D                | Luka Lochoshvili    | Norimberga           | definitivo            |
| D                | Eddy Cabianca       | Salernitana          | prestito              |
| D                | Valentin Antov      | Monza                | fine prestito         |
| C                | Marco Zunno         | Crotone              | definitivo            |
| C                | Žan Majer           | Mantova              | definitivo            |
| C                | César Falletti      | Mantova              | definitivo            |
| C                | Francesco Gelli     | Frosinone            | fine prestito         |
| A                | Alberto Basso Ricci | Arzignano Valchiampo | definitivo            |
| Altre operazioni |                     |                      |                       |
| R.               | Nome                | a                    | Modalità              |
| P                | Andreas Jungdal     | Westerlo             | riscatto, 1 milione € |
| P                | Mouhamadou Sarr     | Spezia               | riscatto, 200 mila €  |
| P                | Federico Agazzi     | Alcione              | rinnovo prestito      |
| D                | Samuele Regazzetti  | Ospitaletto          | prestito              |

## Risultati

### Coppa Italia

#### Turni eliminatori
| Arbitro: | Zanotti (Rimini) |

|                                            |                      |                                          |
| Bondo Vázquez Floriani Terracciano Johnsen | Tiri di rigore 4 – 5 | Brunori Palumbo Corona Augello Ceccaroni |

## Statistiche

### Statistiche di squadra
Statistiche aggiornate al 16 agosto 2025
| Competizione | Punti | In casa | In casa | In casa | In casa | In casa | In casa | In trasferta | In trasferta | In trasferta | In trasferta | In trasferta | In trasferta | Totale | Totale | Totale | Totale | Totale | Totale | DR |
| Competizione | Punti | G       | V       | N       | P       | Gf      | Gs      | G            | V            | N            | P            | Gf           | Gs           | G      | V      | N      | P      | Gf     | Gs     | DR |
| ------------ | ----- | ------- | ------- | ------- | ------- | ------- | ------- | ------------ | ------------ | ------------ | ------------ | ------------ | ------------ | ------ | ------ | ------ | ------ | ------ | ------ | -- |
| Serie A      | -     | -       | -       | -       | -       | -       | -       | -            | -            | -            | -            | -            | -            | -      | -      | -      | -      | -      | -      | -  |
| Coppa Italia | -     | 1       | 0       | 1       | 0       | 0       | 0       | 0            | 0            | 0            | 0            | 0            | 0            | 1      | 0      | 1      | 0      | 0      | 0      | 0  |
| Totale       | -     | 1       | 0       | 1       | 0       | 0       | 0       | 0            | 0            | 0            | 0            | 0            | 0            | 1      | 0      | 1      | 0      | 0      | 0      | 0  |

### Andamento in campionato
| Giornata  | 1 | 2 | 3 | 4 | 5 | 6 | 7 | 8 | 9 | 10 | 11 | 12 | 13 | 14 | 15 | 16 | 17 | 18 | 19 | 20 | 21 | 22 | 23 | 24 | 25 | 26 | 27 | 28 | 29 | 30 | 31 | 32 | 33 | 34 | 35 | 36 | 37 | 38 |
| --------- | - | - | - | - | - | - | - | - | - | -- | -- | -- | -- | -- | -- | -- | -- | -- | -- | -- | -- | -- | -- | -- | -- | -- | -- | -- | -- | -- | -- | -- | -- | -- | -- | -- | -- | -- |
| Luogo     | T | C | T | C | T | T | C | C | T | C  | T  | C  | T  | C  | T  | T  | C  | T  | C  | T  | C  | T  | C  | T  | C  | T  | C  | T  | C  | T  | C  | T  | C  | T  | C  | C  | T  | C  |
| Risultato |   |   |   |   |   |   |   |   |   |    |    |    |    |    |    |    |    |    |    |    |    |    |    |    |    |    |    |    |    |    |    |    |    |    |    |    |    |    |
| Posizione |   |   |   |   |   |   |   |   |   |    |    |    |    |    |    |    |    |    |    |    |    |    |    |    |    |    |    |    |    |    |    |    |    |    |    |    |    |    |

Fonte: Lega Serie A
Legenda:

Luogo: N = Campo neutro; C = Casa; T = Trasferta. Risultato: V = Vittoria; N = Pareggio; S = Sconfitta.
- = Turno di riposo.

### Statistiche dei giocatori
In corsivo i giocatori ceduti a stagione in corso.
| Giocatore             | Serie B  | Serie B | Serie B     | Serie B    | Coppa Italia | Coppa Italia | Coppa Italia | Coppa Italia | Totale   | Totale | Totale      | Totale     |
| Giocatore             | Presenze | Reti    | Ammonizioni | Espulsioni | Presenze     | Reti         | Ammonizioni  | Espulsioni   | Presenze | Reti   | Ammonizioni | Espulsioni |
| --------------------- | -------- | ------- | ----------- | ---------- | ------------ | ------------ | ------------ | ------------ | -------- | ------ | ----------- | ---------- |
| E. Audero             | 0        | -0      | 0           | 0          | 1            | -0           | 0            | 0            | 1        | -0     | 0           | 0          |
| P. Azzi               | 0        | 0       | 0           | 0          | 0            | 0            | 0            | 0            | 0        | 0      | 0           | 0          |
| T. Barbieri           | 0        | 0       | 0           | 0          | 0            | 0            | 0            | 0            | 0        | 0      | 0           | 0          |
| F. Baschirotto        | 0        | 0       | 0           | 0          | 1            | 0            | 0            | 0            | 1        | 0      | 0           | 0          |
| M. Bianchetti         | 0        | 0       | 0           | 0          | 1            | 0            | 0            | 0            | 1        | 0      | 0           | 0          |
| F. Bonazzoli          | 0        | 0       | 0           | 0          | 1            | 0            | 0            | 0            | 1        | 0      | 0           | 0          |
| W. Bondo              | 0        | 0       | 0           | 0          | 1            | 0            | 0            | 0            | 1        | 0      | 0           | 0          |
| M. Castagnetti        | 0        | 0       | 0           | 0          | 0            | 0            | 0            | 0            | 0        | 0      | 0           | 0          |
| F. Ceccherini         | 0        | 0       | 0           | 0          | 0            | 0            | 0            | 0            | 0        | 0      | 0           | 0          |
| M. Collocolo          | 0        | 0       | 0           | 0          | 1            | 0            | 0            | 0            | 1        | 0      | 0           | 0          |
| M. De Luca            | 0        | 0       | 0           | 0          | 1            | 0            | 0            | 0            | 1        | 0      | 0           | 0          |
| R. Floriani Mussolini | 0        | 0       | 0           | 0          | 1            | 0            | 0            | 0            | 1        | 0      | 0           | 0          |
| F. Folino             | 0        | 0       | 0           | 0          | 0            | 0            | 0            | 0            | 0        | 0      | 0           | 0          |
| A. Fulignati          | 0        | -0      | 0           | 0          | 0            | -0           | 0            | 0            | 0        | -0     | 0           | 0          |
| A. Grassi             | 0        | 0       | 0           | 0          | 1            | 0            | 0            | 0            | 1        | 0      | 0           | 0          |
| D. Johnsen            | 0        | 0       | 0           | 0          | 1            | 0            | 0            | 0            | 1        | 0      | 0           | 0          |
| L. Moretti            | 0        | 0       | 0           | 0          | 0            | 0            | 0            | 0            | 0        | 0      | 0           | 0          |
| M. Nasti              | 0        | 0       | 0           | 0          | 0            | 0            | 0            | 0            | 0        | 0      | 0           | 0          |
| L. Nava               | 0        | -0      | 0           | 0          | 0            | -0           | 0            | 0            | 0        | -0     | 0           | 0          |
| D. Okereke            | 0        | 0       | 0           | 0          | 1            | 0            | 0            | 0            | 1        | 0      | 0           | 0          |
| G. Pezzella           | 0        | 0       | 0           | 0          | 1            | 0            | 0            | 0            | 1        | 0      | 0           | 0          |
| C. Pickel             | 0        | 0       | 0           | 0          | 0            | 0            | 0            | 0            | 0        | 0      | 0           | 0          |
| G. Quagliata          | 0        | 0       | 0           | 0          | 0            | 0            | 0            | 0            | 0        | 0      | 0           | 0          |
| L. Ravanelli          | 0        | 0       | 0           | 0          | 0            | 0            | 0            | 0            | 0        | 0      | 0           | 0          |
| G. Saro               | 0        | -0      | 0           | 0          | 0            | -0           | 0            | 0            | 0        | -0     | 0           | 0          |
| F. Terracciano        | 0        | 0       | 0           | 0          | 1            | 0            | 0            | 0            | 1        | 0      | 0           | 0          |
| M. Valoti             | 0        | 0       | 0           | 0          | 0            | 0            | 0            | 0            | 0        | 0      | 0           | 0          |
| J. Vandeputte         | 0        | 0       | 0           | 0          | 1            | 0            | 0            | 0            | 1        | 0      | 0           | 0          |
| F. Vázquez            | 0        | 0       | 0           | 0          | 1            | 0            | 0            | 0            | 1        | 0      | 0           | 0          |
| L. Zanimacchia        | 0        | 0       | 0           | 0          | 0            | 0            | 0            | 0            | 0        | 0      | 0           | 0          |
| A. Zerbin             | 0        | 0       | 0           | 0          | 1            | 0            | 0            | 0            | 1        | 0      | 0           | 0          |

## Giovanili
Tratto dal sito ufficiale.

### Organigramma
Area Direttiva
- Responsabile Settore Giovanile: Stefano Pasquinelli
- Responsabile Attività di Base: Paolo Mondini
- Responsabile Organizzativo Settore Giovanile: Paolo Porcari
- Segreteria Settore Giovanile: Francesca Cremaschi, Beatrice Lusignani
- Responsabile Area Scouting Settore Giovanile: Luca Di Fiore
- Area Scouting: Matteoguido Orlandini[13]
- Responsabile Progetto Gioventù Grigiorossa: Marco Mingardi

Area Sanitaria
- Responsabile Area Sanitaria Settore Giovanile: Dott. Paolo Bertanzetti
- Coordinatore Area Fisioterapica Settore Giovanile: Dott. Daniele De Palma
- Psicologo dello Sport: Dott. Luca Sighinolfi
- Nutrizionista: Dott. Marco Bona

Primavera
- Allenatore: Elia Pavesi[51]
- Collaboratore tecnico: Marco Dall’Anese
- Preparatore atletico: Matteo Doldi
- Allenatore dei portieri: Armando D’Innocenzi
- Match Analist: Sergio Forleo

Under 16
- Allenatore: Silvio Tribuzio
- Collaboratore tecnico: Luca Colombara
- Preparatore atletico: Thomas Dell’Anna
- Allenatore dei portieri: Francesco Rizzolini

Under 14
- Allenatore: Christian Oneda
- Preparatore atletico: Andrea Pinciarelli
- Allenatore dei portieri: Gino Cervi
- Maestro della tecnica: Julien Rantier

Under 17
- Allenatore: Erminio Russo
- Collaboratore tecnico: Davide Dalola
- Preparatore atletico: Alex Loglio
- Allenatore dei portieri: Mattia Cortesi

Under 15
- Allenatore: Massimo Lombardini
- Preparatore atletico: Andrea Reboldi
- Allenatore dei portieri: Francesco Rizzolini
- Maestro della tecnica: Julien Rantier

### Piazzamenti
- Primavera: 
  - Campionato:
  - Coppa Italia:
- Under-17:
  - Campionato:
- Under-16:
  - Campionato:
- Under-15:
  - Campionato: